# 도쿠가와 나리노리 (1810년)
도쿠가와 나리노리 (일본어: 徳川 斉明 とくがわ なりのり[*], 분카 6년 12월 5일 (1810년 1월 10일) - 분세이 10년 6월 10일 (1827년 8월 2일))는 에도 시대 후기의 무사이다. 시미즈 도쿠가와가 4대 당주이다.

## 생애
에도 막부 11대 쇼군인 도쿠가와 이에나리의 11남으로 태어났다. 생모는 이에나리의 측실인 오야에노카타 (카이슌인)이다. 12대 쇼군 도쿠가와 이에요시의 이복동생이며, 동복형제로는 이케다 나리히로, 마츠다이라 나리타미, 하치스카 나리히로가 있다. 아명으로는 야스노죠(保之丞)이다. 정실로는 일품병부경 후시미노미야 사다요시 친왕의 딸인 히데코 여왕이다.
선대 당주인 이복형 나리유키가 키슈번주 도쿠가와 하루토미의 양사자가 되었기 때문에, 1816년 (분카 13년) 12월 3일에 시미즈 도쿠가와가 4대 당주가 되었다.
1827년 (분세이 10년) 6월 10일, 향년 19세의 나이로 사망했다. 법명은 관량인전정선영악대거사(寛量院殿正善映嶽大居士).

## 연보
※날짜 = 음력
- 1816년 (분카 13년) 12월 3일 - 시미즈몬 내 저택에 정주. 당주가 되다
- 1820년 (분세이 3년) 6월 5일 - 원복하고, 아버지인 쇼군 도쿠가와 이에나리로부터 편휘를 받아 나리노리로 개명했다. 종3위 사콘에노츄죠 겸 시키부교에 서임. 3만 석을 영유했다. 10월 15일, 가증받아 10만석이 되었다.
- 1827년 (분세이 10년) 6월 10일 - 향년 19세의 나이로 사망. 법명은 관량인전정선영악대거사(寛量院殿正善映嶽大居士).

## 가계
- 아버지 : 도쿠가와 이에나리
- 어머니 : 오야에노카타 - 시미즈 도쿠가와가 가신 마키노 타몬 타다카츠의 딸. 츠치야 야사부로 토모미츠의 양녀
- 정실 : 미치노미야 히데코 여왕 - 후시미노미야 사다요시 친왕의 딸